# ジョン・L・ウィリアムズ
ジョン・L・ウィリアムズ（John L Williams 1964年11月23日 - ）はフロリダ州パラトカ出身のアメリカンフットボール選手。ポジションはフルバック。NFLのシアトル・シーホークス、ピッツバーグ・スティーラーズで1986年から1995年までの10シーズンプレーした。

## 経歴
高校時代は、ウィッシュボーンオフェンスのランニングバックとして活躍した。3年次に1,738ヤードを走るなど、3,449ヤードを走って、59タッチダウンをあげた。2007年に、100年間における偉大なフロリダ州の高校生フットボール選手100人の1人に選ばれた。
奨学金のオファーを受けて、フロリダ大学に進学した彼は、1982年から1985年までの4年間フルバックとしてプレーした。"The Great Wall of Florida"と呼ばれたオフェンシブラインのサポートもあり、テイルバックのニール・アンダーソンと共に活躍、1984年、1985年の9勝1敗1分の成績に貢献、1984年、1985年とサウスイースタン・カンファレンスのセカンドチームに選ばれ、さらに1985年にはオールアメリカンにも選ばれた。4年間で2,409ヤードを走り、レシーブでも863ヤードを獲得、1997年にはフロリダ大学のスポーツ殿堂入りを果たした。
1986年のNFLドラフト1巡15位でシアトル・シーホークスに指名されて入団、1年目はランで538ヤードを獲得、33回キャッチをあげると共に、ブロックで、プロボウルRBカート・ワーナーをサポートした。
1987年9月20日のカンザスシティ・チーフス戦で、15回のランで112ヤード、3回のレシーブで38ヤードを獲得、プロ入り初タッチダウンをあげた。この年怪我のため4試合に欠場したものの500ヤード以上を獲得、自己最長の48ヤードTDラン、75ヤードのTDレシーブをあげた。
1988年、過去2シーズンスーパーボウルに出場しているデンバー・ブロンコスとの開幕戦でランとレシーブで161ヤードを獲得、21-14の勝利に貢献した。またロサンゼルス・レイダース戦では14回のランで59ヤード、7回のキャッチで自己ベストの180ヤードを獲得、1TDをあげて、43-37の勝利に貢献、この試合の勝利でシーホークスはAFC西地区初優勝を果たした。この年、877ヤード（1回平均4.6ヤード）を走るとともに、チームトップの58回のレシーブをあげた。長年シーホークスのレシーブ回数トップは、スティーブ・ラージェントであり、他の選手がチームトップとなるのは久しぶりのことであった。
1989年12月17日のロサンゼルス・レイダース戦では12回のキャッチで129ヤードを獲得、第4Qにはデイブ・クレイグから13ヤードの逆転TDパスをキャッチしている。この年自己最高の76レシーブをあげた。
1990年、71キャッチで699ヤードを獲得、ランでも714ヤードを獲得し、初のプロボウルに選ばれた。
1991年にも2年連続でプロボウルに選ばれた。
1992年、1993年の2年間でも合計132レシーブをあげた。
シーホークスでは1993年までの8年間プレーした。1994年から1995年の2年間はピッツバーグ・スティーラーズで主にパスターゲットとしてプレー、1994年には51レシーブをあげたが、1995年には自己最低の24レシーブに終わったが、バッファロー・ビルズとのプレーオフではタッチダウンをあげている。ダラス・カウボーイズとの第30回スーパーボウルでは脳震盪を起こし、この試合を最後に現役を引退した。
NFLでは10シーズンで先発135試合を含む149試合に出場、ランで5,005ヤード、18TDをあげた。また546回のレシーブで4,656ヤード、19TDをあげている。
2008年11月のフィラデルフィア・イーグルス戦ではクエスト・フィールドに来場し、12th man（12人目の男、ファンを意味する）のフラッグを持ち、会場をもりあげた。

## 人物
パスキャッチ能力にも優れたフルバックであったが、同時代の選手の中でも特にブロック能力に優れていた。